# 私市淳
私市 淳（きさいち あつし、1972年2月23日 - ）は、日本の男性声優、ナレーター。東京都港区出身。青二プロダクション所属。

## 来歴
元々人見知りだった。高校時代に社会人の多かったチームで草野球を始め、マネージャー的な伝達係をしていた。「今までの自分のままじゃいけない、人とコミュニケーションがとれないと社会人になれない」と気づいた。
高校卒業後、自宅浪人をしていた頃、親にも勧められていた鍼灸師の専門学校に行こうと思っていた時期があった。結局、勉強をせず、専門学校を受験するも失敗。ほかの専門学校の案内書を見ており、東京アナウンスアカデミー（現：東京アナウンス・声優アカデミー）声優養成科の紹介を見つける。アニメは観ていたため、職業としての声優は知っていたが、当時は声優になれるとは思ってなかった。憧れの職業であり、ほかに行く専門学校もなく「どうせまた試験に落ちるんだろうな」と思いつつ受けていたところ合格。同アナウンスアカデミーで1年間の勉強をする。同じクラスに岡野浩介がいる。
同アナウンスアカデミーは、内部のプロダクションはなく外部の事務所が手を挙げてもらえればオーディションを受けられる仕組みであり、合格する人物はいないため、「どうしようかな」と思っていた。その時に仲間が俳協ボイスアクターズスタジオがその年からスタートするという情報を持ってきたため、一緒に受けて、青二塾も受けたいと言い出ていた。同塾は、私市にとってはレベルの高い印象であり、「僕は絶対受かりっこないから、願書を出したい」という仲間の付き添いで同塾に行っていたところ、「せっかく来たのに、自分が何もしないのもなんだなぁ」と思い、友人の次に願書を出して受ける。そのうちに東京俳優生活協同組合から合格通知が来て、先にお金を払ったが、その後、青二プロダクションからも合格通知が来たため、悩んでいた。
気持ちとしては同塾のほうに興味があったが、同ボイスアクターズスタジオに払っていたお金ももったいないため、考えていたところ、同ボイスアクターズスタジオの授業は週に一度は夜間のため、「頑張れば両方行けるんじゃないか」と同東京校13期にも入塾し、しばらくは2校を掛け持ちしていた。同ボイスアクターズスタジオでの同じクラスに関智一と長沢美樹、同塾の同期に中山さら、西川宏美、野田順子、土門仁、やなせなつみらがいる。同ボイスアクターズスタジオの授業のある日に、同塾の授業が夜間までかかるようになり、同塾1校に絞った。
プロになっての最初の仕事は、TBS系列の教養クイズ番組『日立 世界・ふしぎ発見!』の再現ドラマの江戸時代の町のワンシーンに出てくる商人役だった。テレビアニメ『蒼き伝説シュート!』の遠藤 透役で初めて名前の付きの役を演じた。初主役はテレビアニメ『勇者指令ダグオン』の刃柴 竜役。当時は青二のジュニア所属3年目であり、青二の査定があったため、ここで主役をとっていなかったら、事務所をクビになっていた可能性が高かったという。初めてオーディションで役をもらった作品でもあるため、私市曰く超代表作だという。

## 人物・特色
音域はF - Ab 2オクターブ3度。
声優としては、多数のアニメ、映画、ゲーム等に出演している。
役柄としては、アニメを中心に主役級のキャラクターを数多く演じ、イケメンキャラから悪役まで演じ分けている。
資格・免許は普通自動車免許。
特技は野球、テニス、卓球、ビリヤード、ダーツ。
青二プロダクションの野球部のキャプテンを務めており、自身のブログやTwitterでもよく話題に出している。ブログに関してはタイトルにも「草野球」が使われている。野球部のチームには皆口裕子、阪口大助なども所属しているという。また、堀内賢雄のチームとも対戦するが、なかなか勝てないという。
『ときめきメモリアル Girl's Side 3rd Story』プロデューサーの内田明理はキャスティングの決め手について、「演技力の高さ。特にチャラい喋り方にテンポ感があって音楽的」と語っている。
実家は薬局。

## 出演
太字はメインキャラクター。

### テレビアニメ
1992年
- クレヨンしんちゃん（1992年 - 2022年、宅配ドライバー、雄二、栗橋、警官、本田悟史〈3代目〉 他）

1993年
- GS美神

1994年
- 蒼き伝説シュート!（遠藤透）
- ママレード・ボーイ（アレックス、生徒B、男子学生、男子生徒A、六反田の友人）
- SLAM DUNK（1994年 - 1996年、チームメイト、観客、チームメイト、部員、男学生）
- ツヨシしっかりしなさい（男子生徒、男）
- ドラゴンボールZ（レポーター、市民）
- キャプテン翼J（1994年 - 1995年、市川一茂 他）
- 七つの海のティコ（警備員）
- 美少女戦士セーラームーン シリーズ（1994年 - 1996年、珍々亭、男の子、編集者、キャスター、駐在、司会者） - 3シリーズ

1995年
- キテレツ大百科（カラス、子分、AD）
- 空想科学世界ガリバーボーイ（ライオン、カゴ屋）
- ロミオの青い空（従者B、警備員B）
- ご近所物語（1995年 - 1996年、男の子、男子生徒）

1996年
- 勇者指令ダグオン（1996年 - 1997年、刃柴竜〈リュウ〉）
- ドラゴンボールGT（1996年 - 1997年、ウーブ、商人B、アクス）
- ゲゲゲの鬼太郎（第4作）（1996年 - 1998年、男、ジョン、吾郎、男性強盗、ゲジゲジ、ブリ吉、一本ダタラ）
- 地獄先生ぬ〜べ〜（1996年 - 1997年、成実、幹久、キムタケ、不良、サッカー部員、不良の霊）

1998年
- アニメ週刊DX!みいファぷー
  - こっちむいてみい子（佐藤ケンタ）
  - ふしぎ魔法ファンファンファーマシィー（カメラ屋、お茶屋、たばこ屋の孫、花屋）
  - ヘリタコぷーちゃん（欠席）

- 万能文化猫娘（島崎林太郎）
- 金田一少年の事件簿（響史郎）
- 時空転抄ナスカ（審判）
- DTエイトロン（リターナー）
- 遊☆戯☆王（男子生徒、平田）
- 彼氏彼女の事情（1998年 - 1999年、浅葉秀明）

1999年
- 爆球連発!!スーパービーダマン（風間美利、三上）
- PROJECT ARMS（キース・グリーン）
- ポケットモンスター（イサオ）

2000年
- NieA_7（ジョージィ）
- マシュランボー（ボルト）

2001年
- オフサイド（薬丸英樹）
- まほろまてぃっく（2001年 - 2009年、川原清巳） - 2シリーズ + 特別編2作品
- 星のカービィ（2001年 - 2003年、メタナイト卿、ボルン署長）
- ちびまる子ちゃん（2001年 - 2005年、ヒーローマン、折原まさる〈2代目〉）

2002年
- Kanon（アニメ第1期）（相沢祐一）
- ドラゴンドライブ（ドウシュウ）
- PIANO（長沢）
- プリンセスチュチュ（パウロ）

2003年
- クラッシュギアNitro（ノーフェイス）
- 天使な小生意気（青田）
- マーメイドメロディー ぴちぴちピッチ（石橋裕也）
- プラネテス（2003年 - 2004年、コリン・クリフォード）
- ボボボーボ・ボーボボ（2003年 - 2005年、カズタカ、謎の男、火鎖清十郎）

2004年
- モンキーターン シリーズ（岸本寛） - 2シリーズ
- 機動戦士ガンダムSEED スペシャルエディション 虚空の戦場（ラスティ・マッケンジー）
- この醜くも美しい世界（浅倉晋一）
- 冒険王ビィト（2004年 - 2006年、キャンバル、軍艦トータス）
- 名探偵コナン（2004年 - 2022年、藤野泰男、真壁吟也、川口茂 / 高橋厚、速水隼、高科修司、穂刈雄一、芦沢純人、臼井栄一 他）
- 陰陽大戦記（ウスダ）

2005年
- 好きなものは好きだからしょうがない!!（市川学）
- 学園アリス（櫻野秀一）
- ガン×ソード（フランコ）
- ドラえもん（テレビ朝日版第2期）（2005年 - 2025年、侍、ジョン、男、彼氏、ホイの父 他）
- 遙かなる時空の中で-八葉抄-（四位の侍従）

2006年
- あたしンち（2006年 - 2007年、夫、教師、観光客B）
- 陰からマモル!（陰守マモル）
- 彩雲国物語（2006年 - 2007年、碧珀明）
- リリとカエルと(弟)（パパ）
- コードギアス 反逆のルルーシュ（2006年 - 2008年、永田号、朝比奈省吾、テロリスト、デヴィッド・T・ダールトン、ルキアーノ・ブラッドリー） - 2シリーズ

2007年
- 流星のロックマン（ジェミニ）
- 祝!(ハピ☆ラキ)ビックリマン（司会者、狼男魔、ハンペーター、ムーン神女）
- 恋する天使アンジェリーク〜かがやきの明日〜（聖獣の水の守護聖ティムカ）
- 銀魂（2007年 - 2018年、本城狂死郎 / 黒板八郎） - 3シリーズ
- ゲゲゲの鬼太郎（第5作）（2007年 - 2008年、加牟波理入道、火出丸、九州のカッパ）
- D.Gray-man（ロバート）
- 出ましたっ!パワパフガールズZ（地底人の上野君）
- おおきく振りかぶって（2007年 - 2009年、浜田良郎 他） - 2シリーズ
- ONE PIECE（借金取り）

2008年
- ねぎぼうずのあさたろう（なすびのなすべえ）
- はたらキッズ マイハム組（森野亜連監督）

2009年
- ご姉弟物語（警察官）
- 忍たま乱太郎（2009年 - 2025年、錫高野与四郎、ドクササコの忍者、重〈2代目〉、忍者）

2010年
- スティッチ! 〜ずっと最高のトモダチ〜（タイトルコール）

2011年
- リングにかけろ1 世界大会編（イカロス）

2012年
- エリアの騎士（日比野光一）

2013年
- 聖闘士星矢Ω（キュレーネ）

2014年
- となりの関くん（数学の先生）
- それでも世界は美しい（大使〈湖の王国〉）
- DRAMAtical Murder（蒼葉）

2016年
- パズドラクロス（2016年 - 2018年、メタル）
- タイガーマスクW（2016年 - 2017年、アレク・マイヤー）

2018年
- バキ（日本人記者）

2025年
- BanG Dream! Ave Mujica（豊川清告）
- パズドラ（フリーザーX）

### 劇場アニメ
1994年
- ストリートファイターII MOVIE（VTOL操縦士）

1995年
- ドラゴンボールZ 復活のフュージョン!!悟空とベジータ（男B）
- はじまりの冒険者たち レジェンド・オブ・クリスタニア（マティス）

1996年
- 地獄先生ぬ〜べ〜（1996年 - 1997年、成実） - 2作品

2002年
- Piaキャロットへようこそ!! -さやかの恋物語-（神無月明彦）

2003年
- ONE PIECE THE MOVIE デッドエンドの冒険（ガスパーデ部下）

2009年
- 仏陀再誕

2012年
- 映画ドラえもん のび太と奇跡の島 〜アニマル アドベンチャー〜（フルモ）

2013年
- ルパン三世VS名探偵コナン THE MOVIE（警官隊）

2015年
- PERSONA3 THE MOVIE（2015年 - 2016年、宮本一志）

2017年
- コードギアス 反逆のルルーシュ I - III（2017年 - 2018年、朝比奈省悟） - 3部作

2018年
- 名探偵コナン ゼロの執行人（気象庁参事官）

### OVA
1993年
- ツインビー ウィンビーの1/8パニック（雷神）
- チューリップ海岸物語（ホワイト）

1994年
- 鬼切丸（男子生徒）
- 銀河英雄伝説
- 3×3 EYES 〜聖魔伝説〜

1995年
- 美少女遊撃隊バトルスキッパー（部下B、美少年2）

1996年
- 新世紀GPXサイバーフォーミュラSAGA（1996年 - 2000年、フィル・フリッツ） - 2シリーズ
- ぼくのマリー（配達員、不良）
- 勇者指令ダグオン 水晶の瞳の少年（刃柴竜 / シャドーリュウ）

1998年
- ツインビーPARADISE（ホワイト）

2000年
- ファーストKiss☆物語 〜Kissからはじまる物語〜（水沢芳彦）
- アンジェリーク〜白い翼のメモワール〜（品位の教官ティムカ）

2001年
- アンジェリーク〜聖地より愛をこめて〜（品位の教官ティムカ）

2002年
- I'll/CKBC（渋谷修身）
- Kanon（相沢祐一）※DVD全巻購入特典
- グリーングリーン（高崎祐介）
- 私立荒磯高等学校生徒会執行部（藤原裕介）
- フロム I"s アイズ 〜もうひとつの夏の物語〜（寺谷靖雅）
- アンジェリーク 〜Twinコレクション〜（品位の教官ティムカ）

2005年
- ドラえもんといっしょ ドラミちゃんとできるかな（はみがキッド）

2006年
- アンジェリーク（品位の教官ティムカ）

2008年
- 聖闘士星矢 冥王ハーデス十二宮編（パピヨン）

2009年
- レッツゴー!トミカボーイズ（マッハ、ナレーター、ニュースのアナウンサー、農業の作業員、テツオパパ、チャンピオン）

2010年
- レッツゴー!トミカボーイズF5（マッハ、シツジ、ナレーター、トミカ私立第一小学校の先生、消防士、田畑アナウンサー、マイケル・ホットロッド、トライバーキング）

2011年
- 装甲騎兵ボトムズ 孤影再び（管制官B）

2012年
- 名探偵コナン BONUS FILE ファンタジスタの花（押原）

### Webアニメ
- ブラック・ジャック（2001年、アクド、アナウンス）
- キメゾーの決まり文句じゃキマらねぇ（2010年、男）
- キメゾーの決まり文句じゃキマらねえ Featuring サブ男（2011年、山田）
- バキ（2020年、記者）

### ゲーム
1993年
- オーロラクエスト おたくの星座 IN ANOTHER WORLD（アスラ）

1994年
- ぽっぷるメイル（怪獣）

1996年
- アンジェリークシリーズ（1996年 - 2003年、品位の教官ティムカ） - 4作品

1997年
- エーベルージュ（スタンベルク・バルセロス、カレナックの父、ベンラート・クルロス）
- サターンボンバーマンファイト!!（小鉄）
- 毛利元就 誓いの三矢（毛利輝元）
- スパークリングフェザー（トパーズ）
- スペクトラルフォース（ジャドウ）

1998年
- シャイニング・フォースIII シナリオ3 氷壁の邪神宮（ジュウベエ、ポーン、大司祭1）
- スーパービーダマン バトルフェニックス64（ナレーション）
- スペクトラルフォース2（ジャドウ）
- ツインビーRPG（ホワイト）
- バトルトライスト
- ボンバーマンウォーズ（小鉄）
- みつめてナイト（剃髪のサム）
- 迦陵演義（高倉さん）

1999年
- スペクトラルフォース 愛しき邪悪（ジャドウ）
- ゴルフしようよ（斉藤明生）
- トイファイター（グシケン）
- Harlem Beat（比嘉裕太、ザット、吾妻淳）
- 純情で可憐メイマイ騎士団 スペクトラルフォース聖少女外伝（ジャドウ）

2000年
- 霊刻 -池田貴族心霊研究所-
- ゴルフしようよ（2000年 - 2001年、斉藤明生） - 2作品

2001年
- ギタルマン（グレゴーリオ・ヴィルヘルムIII）

2002年
- ギガンティック ドライブ（三咲勝）
- ラブ★スマッシュ!（武田輝）
- ルームメイト･麻美 -おくさまは女子高生- Director's Edition（ダンナ様）

2003年
- ヴィーナス&ブレイブス〜魔女と女神と滅びの予言〜（ブラッド・ボアル）
- サモンナイト3（ナップ〈番外編〉）
- SUNRISE WORLD WAR Fromサンライズ英雄譚（竜）
- テイルズ オブ シンフォニア
- まほろまてぃっく 萌っと≠きらきらメイドさん。（川原清巳）
- Guardian Angel（クレイヴ・ルーバック）

2004年
- 機動戦士ガンダムSEED 終わらない明日へ（ミハイル・コースト）
- グリーングリーン2 恋のスペシャルサマー（高崎祐介）
- シャイニング・ティアーズ（ケイロン）
- 好きなものは好きだからしょうがない!!（市川学）※PS2版
- BLACK/MATRIX OO（ヴァルトス）

2005年
- OZ -オズ-（フィール）
- 新紀幻想スペクトラルソウルズII（ウルク・ハン、アウドライド）
- 新世紀勇者大戦（刃柴竜）
- 三国志大戦

2006年
- ウォーシップガンナー2 鋼鉄の咆哮（クラウス・ヴェルナー）
- 天下人（真田幸村）
- ドラゴンボールZ Sparking!（2006年 - 2024年、ウーブ） - 3作品
- ロックマンロックマン（オイルマン、CWU-01P）
- ユグドラ・ユニオン[GBA]（デュラン）
- 学園天使★ラプソディー（桐生蓮）
- 三国志大戦2

2007年
- おおきく振りかぶって ホントのエースになれるかも（浜田良郎）
- ドラゴンシャドウスペル（ライカ）
- BLADESTORM 百年戦争（リチャード・ビーチャム）
- 三国志大戦3

2008年
- コードギアス 反逆のルルーシュ LOST COLORS（朝比奈省悟）
- シェイプボクシング Wiiでエンジョイダイエット!（男性インストラクター）
- Scarlett 〜日常の境界線〜（大野明人）
- 大乱闘スマッシュブラザーズシリーズ（2008年 - 2018年、メタナイト） - 4作品
- ユグドラ・ユニオン[PSP]（デュラン）
- るぷぷキューブ ルプ★さらだDS（おじさん）
- ドリフトナイツ ジュースド2（LEON）

2009年
- いつかこの手が穢れる時に −SPECTRAL FORCE LEGACY−（ジャドウ）
- FRAGILE 〜さよなら月の廃墟〜（オスネコ）
- マグナカルタ2（ニックス・マダラン）

2010年
- Another Century's Episode:R（ルキアーノ・ブラッドリー）
- 真・三國無双 MULTI RAID 2（穆王）
- ときめきメモリアル（2010年 - 2012年、新名旬平） - 2作品

2011年
- ガチトラ! 〜暴れん坊教師 in High School〜（坂本慎一）
- 第2次スーパーロボット大戦Z 破界篇 / 再世篇（2011年 - 2012年、朝比奈省悟、ルキアーノ・ブラッドリー） - 2作品
- ドラゴンボール アルティメットブラスト（アバターモード クール）
- ダンスセントラル（モー）
- ヴィーナス&ブレイブス〜魔女と女神と滅びの予言〜[PSP]（ブラッド・ボアル）

2012年
- 真・三國無双6 Empires（徐庶）
- ドラゴンボールヒーローズ（2012年 - 、ナメック星人アバター〈ヒーロータイプ〉、ウーブ〈青年期〉） - 5作品

2013年
- 真・三國無双7（2013年 - 2014年、徐庶） - 3作品
- テイルズ オブ シンフォニア ユニゾナントパック
- 無双OROCHI2 Ultimate（徐庶）　
- Unlight（ブレイズ)

2014年
- CV 〜キャスティングボイス〜（各務原昌秋）
- DRAMAtical Murder re:code（蒼葉）
- 名探偵コナン ファントム狂詩曲（吉原一輝）

2015年
- 英雄伝説 空の軌跡 FC Evolution（ハンス）
- ドラゴンボールZ 超究極武闘伝（ウーブ）
- 忍務遂行（帷圭）
- モンスター烈伝 オレカバトル（灼熱剣士アレス）

2016年
- 乙女理論とその周辺 -Bon Voyage-（アンソニー）
- ドラゴンボールフュージョンズ（ウーブ）

2018年
- 銀魂乱舞（本城狂死郎）
- 真・三國無双8（2018年 - 2021年、徐庶） - 2作品

2019年
- スーパードラゴンボールヒーローズ ワールドミッション（ウーブ〈青年期〉、ナメック星人ヒーロータイプ）
- SDガンダム GGENERATION CROSSRAYS（ミハイル・コースト）

2022年
- コードギアス Genesic Re;CODE（ルキアーノ・ブラッドリー）
- コードギアス 反逆のルルーシュ ロストストーリーズ（2022年 - 2023年、朝比奈省悟、ルキアーノ・ブラッドリー）

2023年
- スーパーロボット大戦DD（ルキアーノ・ブラッドリー）

2025年
- 真・三國無双 ORIGINS（徐庶）

### ドラマCD
- あえかなる世界の終わりに（木ノ崎なつめ）
- 詩を聴かせて（秋吉千鶴）
- MC☆あくしず ドラマCD「美少女兵器 F-Xは俺の嫁!」（市ヶ谷クウジ）
- お・り・が・み〜天の門〜（長谷部翔希）
- 学園天使☆ラプソディー〜天使のささやきBOX〜（桐生蓮）
- Kanon ドラマCDシリーズ（相沢祐一）
- 神様はじめました ドラマCD「神様、鞍馬山へいく」前後編（夜鳥）※『花とゆめ』2013年19号付録[45]・2014年4号付録[46]
- 彼氏彼女の事情 アクト・ゼロ（浅葉秀明）
- 彼氏彼女の事情 メモリアルドラマCD FINAL ACT（浅葉秀明）
- グリーングリーン（高崎祐介）
- GetBackers-奪還屋-（堂本翔）
- スペクトラルフォース2 オリジナルドラマ（ジャドウ）
- 世界でいちばん大嫌い（秋吉千鶴）
- ツインビーPARADISEシリーズ（ホワイト 他）
- 忍たま乱太郎 ドラマCD 用具委員会の段（錫高野与四郎）
- 忍たま乱太郎 ドラマCD 二年生の段（重）
- 花ざかりの君たちへシリーズ（佐野泉）
- キャラクタードラマCD「ペルソナ3」Vol.2（宮本一志）
- Both Wings-白と黒の混ざり合う場所-（バド）
- 女神異聞録ペルソナ Vol.1（羽生啖）
- 勇者指令ダグオンシリーズ（刃柴竜）
  - 〜スペシャルドラマ1〜「選挙で激突! トライダグオン」
  - 〜スペシャルドラマ2〜「サルガッソB級宇宙人十番勝負」
  - 〜スペシャルドラマ3〜「山海高校ミステリーツアー〜湯けむり美少女失踪事件」
  - CDシネマ1 〜春はあけぼの〜
  - CDシネマ2 〜夏のツー・ショット〜
  - CDシネマ3 〜それぞれの秋〜
  - CDシネマ4 〜冬、来たりなば…〜
  - スペシャルドラマ 〜いいやつ〜
  - スペシャルドラマ2 〜悪いやつ〜
- キミキス Vol.3 星の数よりキスして 〜二見瑛理子〜（桜井俊介）
- ときめきアソート vol.1 応援チョコレート・sweet（孝之）
- バイオハザード 〜運命のラクーンシティー〜 Vol.3
- めるぷり 王子様たちがやってきた（仲央路）
- まほろまてぃっくシリーズ（川原清巳）
  - まほろまてぃっく CDどらまてぃっく1
  - まほろまてぃっく CDどらまてぃっく2
  - まほろまてぃっく CDどらまてぃっく3
  - まほろまてぃっく アフタースクール
  - まほろまてぃっく まるち・とーきんぐ
- Wジュリエット（尾崎与四郎）
- 伝心 まもって守護月天! ドラマCD（森野冬樹）
- AGNOIA（伯備愁）
- 嵐のデスティニィ（男子生徒）
- 嵐のデスティニィ2（従業員Ａ）
- アンジェリークシリーズ（ティムカ ）
  - アンジェリーク 永遠のヴァカンス Vol.2 〜La Foret〜
  - アンジェリーク 外伝3 〜禁域の鏡〜
  - アンジェリーク 外伝4 〜虹の記憶〜
  - アンジェリーク KISS・KISS・KISS
  - アンジェリーク Special 2 第2話 〜夢みる二つの太陽〜
  - アンジェリーク トロワ 愛蔵版
  - アンジェリーク 〜Hello Again!〜
  - アンジェリーク Fantasia
  - アンジェリーク 〜White Dream〜
  - アンジェリーク LOVE COLLECTION 2
  - アンジェリーク Radioトーク3 〜炎と夢と、そして涙〜
  - アンジェリーク Radioドラマ2 〜ふしぎ★チェイサー〜
  - アンジェリーク Radioドラマ3 聖地円舞曲
- 永遠の野原（中井縫之介）
- シーバス1-2-3 ドラマCD（リューズ）
- 私立荒磯高等学校生徒会執行部（藤原裕介）
- 私立荒磯高等学校生徒会執行部II（藤原裕介）
- 帰ってきた！私立荒磯高等学校生徒会執行部（藤原裕介）
- ファーストKiss☆物語 〜Kissからはじまる物語〜（水沢芳彦）
- 新世紀GPXサイバーフォーミュラSAGA ROUND5 SAKURA（フィル・フリッツ）
- プラネット・ラダー 惑う星のあなない 〜赤い孤月〜（カガミ）
- ラブ・モンスター（荒野銀二狼）
- オーバーレブ!（武内徹）
- ドラゴンシャドウスペルVol.1 古城の狼の詩 前編（ライカ）
- ドラゴンシャドウスペルVol.2 古城の狼の詩 後編（ライカ）
- 逢魔警察 ソラとアラシ（篁椿）
- ユグドラ・ユニゾン 〜聖剣武勇伝〜（デュラン）

### BLCD
- 毎日晴天!シリーズ（帯刀明信）
- 僕らの王国シリーズ（玲）
- 好きなものは好きだからしょうがない!!シリーズ（市川学）
- 星陵最恐物語（矢野諒介）
- YEBISUセレブリティーズシリーズ（笹生アキラ）
- No.1ボイスをめざせ！（東野優也）
- 囚われの恋人（七絵行都）
- 秘書は艶然とうそをつく (藤谷英里)
- ワルイコトシタイシリーズ（相川永久）
- あかないとびら（田山）
- DRAMAtical Murder Drama CD（蒼葉[47]）
  - DRAMAtical Murder Drama CD Vol.1
  - DRAMAtical Murder Drama CD Vol.2
  - DRAMAtical Murder Drama CD Vol.3
  - DRAMAtical Murder Drama CD Vol.4
  - DRAMAtical Murder Drama CD Vol.5
- CHiRAL CAFEへようこそ 2（蒼葉）
- 美味しいカラダ（野坂大輝）
- 君主サマの恋は勝手（佐内章太郎）
- 月の砂漠殺人事件（林明）
- 秘密じゃないけど〜幸村修二についての観察〜（相川永久）
- 法医学者と刑事の相性シリーズ（石田祐司）

### 吹き替え

#### 映画
- 赤毛のアン
- X-MENシリーズ（アイスマン / ボビー・ドレイク〈ショーン・アシュモア〉）※ソフト版
  - X-メン
  - X-MEN2
  - X-MEN:ファイナル ディシジョン
  - X-MEN:フューチャー&パスト
- カットスロート・アイランド（ボーエン〈クリス・マスターソン〉）※フジテレビ版
- カラー・オブ・ハート（スキップ・マーチン〈ポール・ウォーカー〉）
- カンガルー・ジャック
- スリーパーズ（マイケル少年時代〈ブラッド・レンフロ〉）※テレビ版
- 17 セブンティーン（ブラインド・キッド）
- TAXi3
- 父親たちの星条旗（フランクリン〈ジョセフ・クロス〉）
- デュアル・マトリックス（ハッカー 他）
- パイレーツ・ロック（カール〈トム・スターリッジ〉）
- ひみつの番人（デビッド）
- ファイナル・デスティネーション（ジョージ・ワグナー）※テレビ版
- プラネット・テラー in グラインドハウス プレミアム・エディション（ニクサー）
- ベートーベン2 ※日本テレビ版
- ポストマン（フォード〈ラレンズ・テイト〉）※DVD・ビデオ版
- マスク・オブ・ゾロ ※ソフト版
- U-571 ※2004年テレビ朝日版

#### テレビドラマ
- オーシャンガール（マイケル）
- パワーレンジャー・ターボ（オーウェン）
- フリッパー（マイク）
- ホワイトカラーSeason2 第2話
- メントーズ 世界の偉人からのメッセージ #35

#### テレビ番組
- アレン・ストレンジの不思議な旅（ジョシュ）

#### アニメ
- ティーン・タイタンズ（スピーディー）
  - ティーン・タイタンズGO!（スピーディ）
- バットマン:ブレイブ&ボールド（スピーディー）
- ヤング・ジャスティス（スピーディー / レッドアロー）

### 特撮
- 生物彗星WoO（2006年、アイ吉）

### ラジオ
- ラジオドラマ・エメラルドドラゴン（龍の少年、魔兵）
- ラジオドラマ・ラジオ電撃大賞 わたしたちの田村くん（高浦真一）
- 子安☆私市の花ゆめチックにLaLaしましょ
- ラジオドラマ・青山二丁目劇場
  - 真冬のアイスコーヒー（孝也）
  - 君は僕の優しい友達（江尻慎一郎）
  - 愛しい偽りの老婆（柳涼平）
  - 五月の逃亡者（六平）
  - JUGEMU（木村隆明）
  - そして、旅はつづく（ワタル）
  - 黒空会議（雲）
  - WHAT A WONDERFUL　WORLD（ダリオ）
  - ゆびきり（圭一）
  - 殿はいつも殿（吉川）
  - ハードボイルド・ジョー（ケンタ）
  - ここにいること（肇）
- 花の慶次（千道安）

### DVD
- ライブビデオ ネオロマンス・イベント DVD-BOX　Vol.1
- ライブビデオ ネオロマンス・イベント DVD-BOX Vol.2
- ライブビデオ ネオロマンス・イベント DVD-BOX Vol.3
- ライブビデオ ネオロマンス・イベント DVD-BOX Vol.4
- ライブビデオ ネオロマンス・イベント DVD-BOX Vol.5
- ライブビデオ アンジェリーク・メモワール2001
- ライブビデオ ネオロマンス・フェスタ5
- ライブビデオ ネオロマンス・ライヴ 2003 Autumn
- ライブビデオ アンジェリーク・メモワール 10th SweetCelebration
- ライブビデオ ネオロマンス・フェスタ8
- ライブビデオ ネオロマンス・アラモード2
- ライブビデオ ネオロマンス・フェスタ　アンジェ舞踏会
- ライブビデオ ネオロマンス♥フェスタ11
- ライブビデオ ネオロマンス♥イベント “10 YEARS LOVE ”
- ライブビデオ ネオロマンス 20th アニバーサリー
- ライブビデオ ネオロマンス♥フェスタ アンジェリーク メモワール2015
- ときめきメモリアル Girl's Side 3rd Story アルバムモードコレクションDVD
- ときめきメモリアル Girl’s Side 文化祭 DVD
- ときめきメモリアル Girl's Side DAYS 2013 デートに行こう！ DVD
- ときめきメモリアル Girl's Side DAYS 2014 〜White Date〜 DVD

### ナレーション
- ハッピーラボ（2009年4月 - 2012年3月）
- 登る女（#5-7）
- KIDS STATION
- スーパースペシャル'98「TOKIO Kinki V6のバレンタインデースペシャル 配達されなかった100通のラブレター」
- BS2 ペット相談スペシャル
- チュ・ジフンinアンティーク〜西洋骨董洋菓子店〜Welcome to the Antique ! メイキングDVD
- ホップ ステップ ジャイアンツ!　ムービースタディ DVD
- 燈の守り人 灯台音声ガイド 新潟県佐渡市 姫埼灯台（2025年、ナビゲーター[48]）

### CMナレーション
- ウェブCM SONY Sound History Since 1979（1995年・2007年）
- 講談社 たのしい幼稚園
- コジマ
- サークルケイ・ジャパン おにぎりbar 玄関篇
- 小学館 図鑑NEO[49][50][51]
- タカラ 勇者指令ダグオン 機獣合体シャドーダグオン玩具
- 二木ゴルフ
- パイロットインキ スイスイおえかき 走るカーズセット
- 舞台 カリフォルニア物語

### テレビ番組
- NHKスペシャル ミラクルボディー 第2回 マイケル・フェルプス 世界最強のスイマー（ボイスオーバー）
- 24時間テレビ 「愛は地球を救う」 2008年 嵐と天才障害者ダンサー 奇跡のコラボダンス（ボイスオーバー）
- 日立 世界・ふしぎ発見!（番組中ドラマ）
- 美の巨人たち（ボイスオーバー）
  - 狩野内膳 南蛮屏風
  - フェルメール 手紙を読む青衣の女
- マサカっ!の実話SHOW（ボイスオーバー）
- マテマティカ2（イッシー人石野）
- マンガノゲンバ 第70回、第72回（キャラクター）
- ワンダー×ワンダー 世界記憶力選手権inチャイナ（ボイスオーバー）

### その他コンテンツ
- 星のカービィ マジカルシアター　『星のカービィ 〜特別編〜 倒せ!!甲殻魔獣エビゾウ』（メタナイト卿）
- 燈の守り人～幻想夜話～（2024年、姫埼灯台[52]）

## ディスコグラフィ

### キャラクターソング
| 発売日   | 商品名                                                                    | 歌                                                                                                 | 楽曲                               | 備考                                                        |
| 1996年   | 1996年                                                                    | 1996年                                                                                             | 1996年                             | 1996年                                                      |
| -------- | ------------------------------------------------------------------------- | -------------------------------------------------------------------------------------------------- | ---------------------------------- | ----------------------------------------------------------- |
| 12月18日 | 勇者指令ダグオン6～SONG COLLECTION～                                      | 大堂寺炎（遠近孝一）、広瀬海（子安武人）、沢邑森（山野井仁）、風祭翼（結城比呂）、刃柴竜（私市淳） | 「オレたちの友情」                 | テレビアニメ『勇者指令ダグオン』 関連曲                     |
| 12月18日 | 勇者指令ダグオン6～SONG COLLECTION～                                      | 刃柴竜（私市淳）                                                                                   | 「こころ・自由自在」               | テレビアニメ『勇者指令ダグオン』 関連曲                     |
| 1997年   |                                                                           | |                                    |                                                             |
| 4月9日   | ツインビーPARADISE3 ボーカルボム！                                        | ホワイト（私市淳）、マスタード（神谷浩史）                                                         | 「僕らはそれをまちながら」         | ラジオドラマ『ツインビーPARADISE3』関連曲                   |
| 1998年   |                                                                           | |                                    |                                                             |
| 3月4日   | 万能文化猫娘SONGS真似木ヶ丘学園編                                         | 島崎林太郎（私市淳）                                                                               | 「Lonely my heart」                | テレビアニメ『万能文化猫娘』 関連曲                         |
| 2005年   |                                                                           | |                                    |                                                             |
| 5月11日  | 好きなものは好きだからしょうがない!! キャラクターソングス TARGET.6GAKU 学 | 市川学（私市淳）                                                                                   | 「ひこうき雲に乗って」             | テレビアニメ『好きなものは好きだからしょうがない!!』 関連曲 |
| 2006年   |                                                                           | |                                    |                                                             |
| 4月19日  | 明日を拓く者たち 〜FRONTIER〜                                             | 聖獣の守護聖様                                                                                     | 「明日を拓く者たち」               | ゲーム『アンジェリーク エトワール』 関連曲                  |
| 2007年   |                                                                           | |                                    |                                                             |
| 1月11日  | 恋する天使 アンジェリーク キャラクターソング Vol.15 ティムカ              | ティムカ（私市淳）                                                                                 | 「Only Love ～心から欲しいもの～」 | テレビアニメ『恋する天使アンジェリーク』 関連曲             |
| 2008年   |                                                                           | |                                    |                                                             |
| 10月1日  | ドラえもんのうたってあそぼう放送局!! しつけをおぼえたら てあそびのじかん  | チューブ（鉄炮塚葉子）、歯ブラシ（私市淳）、コップ（菅沼久義）                                     | 「はみがきソング」                 | テレビアニメ 『ドラえもん』関連曲                           |
| 2013年   |                                                                           | |                                    |                                                             |
| 3月23日  | 真・三國無双7 キャラクターソング集 Ⅲ〜蜀〜                                | 徐庶（私市淳）                                                                                     | 「Find My Place」                  | ゲーム『真・三國無双7』関連曲                               |
| 2014年   |                                                                           | |                                    |                                                             |
| 1月29日  | 真・三國無双7 キャラクターソング集VI 〜叡知の章〜.                        | 徐庶（私市淳）                                                                                     | 「Live & Learn」                   | ゲーム『真・三國無双7』関連曲                               |